# Sleepless Empire
Sleepless Empire es el décimo álbum de estudio de la banda italiana de metal gótico Lacuna Coil. Fue lanzado el 14 de febrero de 2025 a través de Century Media Records. Sigue a su antecesor álbum Black Anima (2019), y marca el regreso a una dirección musical más pesada y experimental. El álbum fue precedido por cinco sencillos: "Never Dawn", "In the Mean Time", "Hosting the Shadow", "Oxygen" y "I Wish You Were Dead".

## Antecedentes y grabación
La composición de Sleepless Empire comenzó a fines de 2022, luego de completar Comalies XX, una versión reimaginada de su álbum Comalies de 2002. En una entrevista de septiembre de 2023 con KNAC, la vocalista principal Cristina Scabbia reveló que la banda había escrito cinco o seis canciones, pero decidió retrasar la grabación de un álbum completo y explicó: "Realmente basamos nuestra inspiración en la vida, en las experiencias y, para ser honestos, no queríamos escribir un disco sobre la pandemia. Queríamos salir de nuevo, conocer gente, vivir experiencias, vivir la vida y prepararnos para volver a incorporar todo a nuestra música. Entonces, hemos recopilado un montón de material".
El co-vocalista principal Andrea Ferro agregó que revisitar Comalies influyó en la dirección creativa de la banda, explicando: "A veces, volver a trabajar en Comalies trae recuerdos o te recuerda cómo te sentiste cuando creaste esas canciones por primera vez. Eso puede ser una inspiración para un próximo álbum. Tal vez algo de la atmósfera se quede contigo porque lo has estado repensando y reelaborando".
La grabación de Sleepless Empire se llevó a cabo en SPVN Studios en Como, Lombardía, Italia, durante 2024, con el bajista y compositor principal de toda la vida Marco Coti Zelati a cargo de la producción. En una entrevista de febrero de 2025 con The Razor's Edge Podcast, Ferro reflexionó sobre los desafíos que llevaron al álbum y afirmó: "Nos llevó mucho tiempo completar este álbum. Parte de eso se debió a los dos años de pandemia de COVID-19, que pospuso todo, la vida de todos, en realidad. Pero incluso después de eso, nos llevó un tiempo recuperar la motivación y la inspiración reales para trabajar en un nuevo disco completo. Por eso hicimos Comalies XX, que nos dio el impulso para volver al estudio y trabajar correctamente nuevamente, para reiniciar, para poner la máquina en movimiento".
Ferro también reveló que encontrar el título del álbum y la visión conceptual fue un paso fundamental para darle forma al disco, explicando: "Normalmente, empezamos con Marco, el compositor principal. Él necesita tener un título y una visión, como una imagen, que represente el disco. No necesariamente tiene que ser la portada o el diseño final, puede actuar como una especie de tótem. Una vez que lo encontramos, realmente comenzamos a fluir con la creatividad y la composición, trabajando en todos los arreglos y luego en las letras, centrándonos en el concepto. Fue un proceso muy largo porque tuvimos que poner la máquina en marcha de nuevo".
El álbum cuenta con apariciones vocales invitadas de Randy Blythe de Lamb of God y Ash Costello de New Years Day. La banda describió estas colaboraciones como una oportunidad para agregar nuevas texturas sin dejar de ser fiel a su sonido central.
La banda enfatizó que Sleepless Empire representa una evolución de su sonido al tiempo que adopta un enfoque más oscuro y pesado, que se nutre tanto de su pasado como del mundo moderno.

## Estilo musical
Musicalmente, Sleepless Empire incorpora metal gótico, metal alternativo e influencias electrónicas, manteniendo la dinámica vocal dual característica de la banda. Andrea Ferro enfatizó que la banda adoptó un sonido más pesado y al mismo tiempo se adaptó a las técnicas de producción modernas.

## Lista de canciones
| N.º | Título                                                 | Duración |  |
| 1.  | «The Siege»                                            | 4:23     |  |
| 2.  | «Oxygen»                                               | 3:44     |  |
| 3.  | «Scarecrow»                                            | 4:47     |  |
| 4.  | «Gravity»                                              | 4:02     |  |
| 5.  | «I Wish You Were Dead»                                 | 2:51     |  |
| 6.  | «Hosting the Shadow» (con Randy Blythe de Lamb of God) | 4:21     |  |
| 7.  | «In Nomine Patris»                                     | 4:52     |  |
| 8.  | «Sleepless Empire»                                     | 4:00     |  |
| 9.  | «Sleep Paralysis»                                      | 5:19     |  |
| 10. | «In the Mean Time» (con Ash Costello de New Years Day) | 3:33     |  |
| 11. | «Never Dawn»                                           | 4:49     |  |

## Personal
Lacuna Coil
- Cristina Scabbia – vocales
- Andrea Ferro – vocales
- Marco Coti Zelati – bajos, guitarras, teclados, synth
- Richard Meiz – bateria, percusión
- Daniele Salomone – guitarras

Músicos adicionales
- Randy Blythe: voz (pista 6).
- In the Mean Time: voz (pista 10).